# Luis Reyes de la Maza
Luis Reyes de la Maza (San Luis Potosí; 11 de enero de 1932-Ciudad de México; 26 de septiembre de 2014) fue un escritor, guionista e investigador mexicano. Realizó toda su carrera en la televisión, con la adaptación y creación de telenovelas para Televisa, empresa en la que también fungió como gerente de supervisión literaria.

## Biografía
Nació el 11 de enero de 1932 en San Luis Potosí, México. Estudió la licenciatura en letras españolas en la UNAM.
Ha colaborado en publicaciones como Letras Potosinas, Cuadrante, El Nacional, Novedades y El Heraldo de México. Además, ha sido profesor de letras mexicanas e investigador del Instituto de Investigaciones Estéticas (UNAM). 
Para la televisión ha escrito: Cuentos clásicos del teatro fantástico de Cachirulo; así como telenovelas como Mundo de juguete, Rina, Viviana, Gotita de gente, Vanessa, Toda una vida, Tú eres mi destino, La fiera, entre otras. En algunas de estas telenovelas firmaba con el seudónimo de 'Rosa María Hernández'.
Ocupó el cargo de director de radio y televisión en RTC de la Secretaría de Gobernación en el sexenio de José López Portillo.
Estuvo casado con la actriz María Rubio, con quien tuvo dos hijos, el destacado director Claudio Reyes Rubio y Adriana. El matrimonio terminó en divorcio.

## Obras

### Trayectoria en Cine
- Las Bravuconas (1963)
- Tan bueno el giro como el colorado (1959)

### Trayectoria en Televisión

#### Historias originales
- El ángel caído (1985) —Con Claudio Reyes Rubio y María Guadalupe Arias Aranda—.
- Toda una vida (1981)

#### Adaptaciones
- Victoria (1987-1988) Original de Delia González Márquez.
- Yesenia (1987) Original de Yolanda Vargas Dulché.
- Los años perdidos (1987) Original de Carmen Daniels.
- El padre Gallo (1986-1987) Original de Arturo Moya Grau.
- Martín Garatuza (1986) Original de Vicente Riva Palacio.
- Tú eres mi destino (1984) Original de Julio Alejandro.
- La fiera (1983-1984) Original de Inés Rodena.
- Vanessa (1982) Original de Antônio Teixeira Filho y Carmem Lídia.
- Sandra y Paulina  (1980) Original de Inés Rodena.
- Viviana (1978-1979) Original de Inés Rodena.
- Gotita de gente (1978) Original de Raymundo López.
- Santa (1978)  Original de Federico Gamboa.
- Rina (1977-1978) Original de Inés Rodena.
- Marcha nupcial (1977-1978) Original de Inés Rodena.
- Mundo de juguete (1974-1977) Original de Abel Santa Cruz.
- La hiena (1973-1974) Original de Caridad Bravo Adams.
- Muchacha italiana viene a casarse (1971-1972) Original de Delia González Márquez.

#### Versiones reescritos por otros
- La otra cara del alma (2012-2013) —nueva versión de El ángel caído— adaptada libremente por Laura Sosa, Mauricio Somuano, Gloria Bautista y José Luis Gutiérrez.

### Publicaciones
- Virginia Fábregas: Actriz, Pilar del Teatro en México (2009)
- Caiga quien caiga: Mosaico Político-Folklórico Mexicano (1995)
- Juan Xóchitl I, El Pontífice Mexicano (1995)
- Cartas Políticas de Ultratumba (1994)
- Circo, Maroma y Teatro, 1810-1910 (1985)
- Memorias de un Pentonto (1984)
- En el Nombre de Dios Hablo de Teatros (1984)
- Ignacio Ramírez (El Nigromante). Bosquejos Dramáticos (1982)
- El Teatro en México en la Época de Santa Anna, 1851-1857 (1979)
- El Cine Sonoro en México (1973)
- El Teatro en México en la Época de Santa Anna, 1840-1850 (1972)
- Cien Años de Teatro en México (1972)
- El Teatro en México durante la Independencia (1969)
- Salón Rojo. Programas y Crónicas de Cine Mudo en México (1968)
- El Teatro en México durante el Porfirismo, 1900-1910 (1968)
- El Teatro en México durante el Porfirismo, 1888-1899 (1965)
- El Teatro en México durante el Porfirismo, 1880-1887 (1964)
- El Teatro en México con Lerdo y Díaz (1963)
- El Teatro en México en la Época de Juárez (1961)
- El Teatro en México durante el Segundo Imperio (1959)
- El Teatro en México entre la Reforma y el Imperio (1958)
- El Teatro en 1857 y sus Antecedentes (1956)